# Droga wojewódzka 969
Die Droga wojewódzka 969 (DW 969) ist eine 67 Kilometer lange Droga wojewódzka (Woiwodschaftsstraße) in der polnischen Woiwodschaft Kleinpolen, die Nowy Targ mit Stary Sącz und Nowy Sącz verbindet. Die Strecke liegt im Powiat Nowotarski und im Powiat  Nowosądecki.

## Streckenverlauf
Woiwodschaft Kleinpolen, Powiat Nowotarski
-  Nowy Targ (Neumarkt) (DK 47, DK 49, DW 957)
- Waksmund (Wachsmund)
- Ostrowsko
- Łopuszna
- Harklowa
- Dębno
- Maniowy
- Kluszkowce
- Krośnica
- Grywałd (Grünewald)
- Krościenko nad Dunajcem
- Kłodne
- Tylmanowa

Woiwodschaft Kleinpolen, Powiat  Nowosądecki
-  Zabrzeż (Neumarkt) (DW 968)
- Czerniec
- Łącko (Wiesendorf)
- Maszkowice
- Jazowsko
- Kadcza (Kadschau)
- Podegrodzie (Zaundorf)
-  Stary Sącz (Alt Sandez) (DK 87)